# Labeo pellegrini
Labeo pellegrini és una espècie de peix cipriniforme de la família dels ciprínids que es troba al riu Juba (Etiòpia).